# Леонтовичі (селище)
Леонтовичі (до 2024 року — Перше Травня) — селище Покровської міської громади Покровського району Донецької області, в Україні. У селищі мешкає 698 людей.

## Історія
10 квітня 2024 року Комітет Верховної Ради України з питань організації державної влади, місцевого самоврядування, регіонального розвитку та містобудування підтримав перейменування селища Перше Травня на Леонтовичі. 19 вересня 2024 року Верховна Рада прийняла проєкт постанови №12043 про перейменування окремих населених пунктів.
Микола Леонтович у свій час жив у Покровську, творив. Історичної назви як такої не було. За радянських часів це — колгосп "Червоноармієць" був, потім воно плавно перейшло в Перше Травня.

## Загальні відомості
Відстань до райцентру становить близько 5 км і проходить автошляхом місцевого значення. Леонтовичі межують із Покровськом із південного заходу, поруч розташоване центральне кладовище міста.

## Населення
За даними перепису 2001 року населення селища становило 698 осіб, із них 73,35 % зазначили рідною мову українську, 26,22 % — російську та 0,14 % — гагаузьку мову.